# Ai vostri ordini, signora
Pour plus de détails, voir Fiche technique et Distribution.
Ai vostri ordini, signora est un film italien réalisé par Mario Mattoli, sorti en 1939.

## Fiche technique
- Titre : Ai vostri ordini, signora
- Réalisation : Mario Mattoli
- Scénario : Mario Mattoli et Oreste Biancoli d'après la pièce d'André Birabeau
- Photographie : Arturo Gallea
- Montage : Fernando Tropea (en)
- Musique : Cesare Andrea Bixio et Felice Montagnini
- Pays d'origine : Royaume d'Italie
- Format : Noir et blanc - 1,37:1 - Mono
- Genre : comédie
- Durée : 70 minutes
- Date de sortie : 1939

## Distribution
- Elsa Merlini : Manon
- Vittorio De Sica : Pietro Haguet
- Giuditta Rissone : Evelina Watron
- Enrico Viarisio : Paolo Vernisset
- Enzo Biliotti : Fleury Valée
- Pina Renzi : Madame Bagnol
- Armando Migliari : le notaire
- Elena Altieri : Ginette
- Achille Majeroni (it) : l'acteur
- Luigi Pavese : le maître d'hôtel
- Lauro Gazzolo : le serveur d'hôtel
- Ernesto Almirante : Lorot
- Checco Rissone